# ∞ INFINITY 〜LOVE & LIFE〜
『∞ INFINITY 〜LOVE & LIFE〜』（インフィニティ ラヴ・アンド・ライフ）は、V6の8枚目のアルバム。2003年8月6日にavex traxから発売された。コピーコントロールCD。

## 概要
- 「無限大」を現す「∞」は、数字の「8」を横にしたものに似ているため、8枚目のアルバムであることを現している。
- 15曲中11曲がタイアップソングである。
- 初回限定盤のみ、ボーナストラックとして『ドギ☆マギWonderland』が収録されている。
- ジャケットデザイン、封入特典のポスターは初回限定盤、通常盤でそれぞれ異なる。
- 初回・通常共通でオリジナル・ムービー『ハードラックヒーロー』のイベント試写会応募券も封入されている。

## 収録曲

### CCCD
※シングル曲の解説はそのページを参照。
1. Introduction ∞ INFINITY（inst.）
2. COSMIC RESCUE
作詞：篠崎隆一、作曲：関淳二郎、編曲：h-wonder
  - 24thシングルの1曲目
3. Darling
作詞：MIZUE、作曲：TSUKASA、編曲：本間昭光
  - 23rdシングル
4. 特別な夜は平凡な夜の次に来る
作詞：久保田洋司、作曲：森元康介、編曲：h-wonder
  - TBS系『ラブセン!』テーマソング
  - 2ndベストアルバム『Very best II』、4thベストアルバム『Very6 BEST』にも収録されている。
  - 本作はCCCDでの販売であったため、『Very best II』〈全形態〉にて初めてCDに収録された。
5. Gravity Graffiti
作詞：上田起士、作曲：森元康介、編曲：白井良明
  - 日本テレビ系『MOBI』テーマソング
6. キミヘノコトバ
作詞：マツモトリエ、作曲：山口寛雄、編曲：h-wonder
  - フジテレビ系『VivaVivaV6』エンディング・テーマ
7. 強くなれ
作詞・作曲：giris talk(mavie・mayu)、編曲：久米康隆
  - 24thシングルの2曲目
8. I’m yours
作詞：夏野芹子、作曲：笹本安嗣、編曲：安部潤
  - TBS系『ラブセン!』テーマソング
9. ラヴ・シエスタ
作詞：六ツ見純代、作曲：浅田直、編曲：鈴木雅也
  - フジテレビ系『VivaVivaV6』エンディング・テーマ

2ndベストアルバム永続盤にも収録されている。
10. やっぱ、シンプル。
作詞：mavie、作曲・編曲：TSUKASA
  - TBS系『学校へ行こう!』エンディング・テーマ
11. 君に会えない日も - 長野博・井ノ原快彦・岡田准一
作詞：MIZUE、作曲：森広隆、編曲：鈴木健治
2ndベストアルバム生産限定盤Bにも収録されている。
12. UNLIMITED - 坂本昌行・森田剛・三宅健
作詞：Satomi、作曲・編曲：土肥真生
2ndベストアルバム生産限定盤Bにも収録されている。
13. メジルシの記憶
作詞：S.O.S・小林夏海、作曲・編曲：山口寛雄
  - 22ndシングル
14. Hard Luck Hero
作詞：SABU、作曲・編曲：宮崎歩
  - V6主演 映画『ハードラックヒーロー』主題歌
  - TBS系『学校へ行こう!』エンディング・テーマ

2ndベストアルバム永続盤にも収録されている。
15. ドギ☆マギWonderland
作詞：Mizue、作曲：谷本新、編曲：岩田雅之
初回限定盤のみ収録。